# Erich Beck
Erich Beck (* 2. Juni 1898 in Wien; † 27. August 1959 in Wien) war ein österreichischer Gewerkschafter und Politiker (SPÖ).
Erich Beck studierte an der Hochschule für Welthandel. Von 1920 bis 1928 arbeitete er bei der Großeinkaufsgesellschaft österreichischer Consumvereine (GöC). Ab 1928 war er Gewerkschaftsfunktionär. Von 1928 bis 1932 war er Geschäftsführer in der Bezirkskonsum- und Spargenossenschaft Leoben, ab 1933 Sekretär bei der Konsumgenossenschaft Wien, später wurde er dort Direktor.
Beck war von 1945 bis 1954 Mitglied des Bundesrates.